# هوايوبي
بارك هوايوبي (هانغل: 박레아) (من مواليد 11 فبراير 1982 ) في كوريا الجنوبية. هي مغنية كورية جنوبية بدأت مسيرتها الفنية عام 2000.

## وصلات خارجية
- هوايوبي على موقع ميوزك برينز (الإنجليزية)

- الموقع الإلكتروني